# رسغي غربي
رسغي غربي أو أبخص غربي أو ترسير غربي (الاسم العلمي:Tarsius bancanus) هو نوع من الحيوانات يتبع جنس الرسغيات من الفصيلة الترسيرية.
يسمى هذا الحيوان بالإنكليزية Western Tarsier أي ترسير غربي.